# مستشارو ماعت

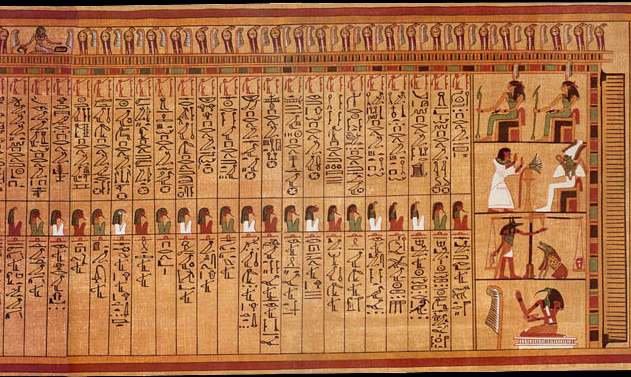
بردية آني: يظهر بعض من القضاة الـ 42 لماعت، جالسين وبحجم صغير. المتحف البريطاني، لندن.

لجنة قضاة ماعت أو مستشارو ماعت تضم 42 من الآلهة الصغرى في المعتقد المصري القديم التي كانت مسؤولة عن الحكم على أرواح الموتى في الحياة الآخرة، وذلك بمشاركة الحكم مع أوزوريس في وزن القلب.

## الوصف

### الاعترافات السلبية ووزن القلب
الفصل 125 من كتاب الموتى يسرد أسماء وأصول قضاة ماعت (سواء كانت جغرافية أو جوية). يتوافق مع كل إله إعلان براءة ينطقه الميت بنفسه، لتجنب الحكم عليه بسبب "خطايا" محددة يتولى كل واحد من القضاة الـ 42 المعاقبة على ارتكابها.
كان المتوفى يرافقه في حضرة أوزوريس الإله المرشد أنوبيس، حيث كان يعلن أنه لم يرتكب أيًا من "الخطايا الـ 42" ضد العدالة والحق عن طريق تلاوة نص يُعرف بـ "الاعترافات السلبية". ثم يتم وزن قلب المتوفى (إب) على ميزان ذي كفتين: كفة للقلب، والأخرى لريشة ماعت. كانت ماعت، التي تسمّت باسمها لجنة القضاة الـ 42 الذين يحيطون بأوزوريس، تجسيدًا للحق، والعدالة، والاستقامة، ونظام الكون، وغالبًا ما كانت ترمز إليها ريشة النعام (الرمز الهيروغليفي لاسمها). إذا كان القلب والريشة متساويين في الوزن، كان الآلهة يقتنعون باستقامة المتوفى، وبالتالي يمكنه الوصول إلى الحياة الآخرة ليصبح ماع خرو، وهو ما يعني "مُبرأ / مُحق/ مبرور"، حرفياً "صادق الصوت" (أو "مبارك" بمعنى أوسع). أما إذا كان القلب أثقل من ريشة ماعت، فكان وحش مرعب يُسمى "الملتهمة" ("عممت") يلتهمه، ويدمر روح المتوفى.
إن إجراء وزن القلب ملحوظ ليس فقط لرمزيته وحيويته الدرامية، ولكن أيضًا لأنه واحد من الأجزاء القليلة في كتاب الموتى التي تحمل دلالات أخلاقية. إن الحكم من قبل أوزوريس ومن قبل الآلهة القضائية الأخرى الـ 42، و"الاعترافات السلبية" نفسها، تصور أخلاقيات المصريين. تم تفسير هذه الإعلانات الـ 42 للبراءة من قبل البعض على أنها سوابق تاريخية محتملة لـ الوصايا العشر: ولكن، في حين تتكون الوصايا العشر في الأخلاقيات اليهودية-المسيحية من معايير تُنسب إلى الوحي الإلهي، تبدو "الاعترافات السلبية" كأنها تفسيرات إلهية (كل منها يتوافق مع أحد الآلهة الـ 42 القضاة) للأخلاق اليومية.

### قائمة بالأسماء والأصول والمهام (ويلكنسون)
قام عالم المصريات الأمريكي ريتشارد هربرت ويلكنسون بتوثيق لجنة المحاسبين لماعت الـ 42 في كتابه The Complete Gods and Goddesses of Ancient Egypt (2003):
```plaintext
|    | اسم الإله           | مرتبط بـ             | الخطيئة             |    | اسم الإله                  | مرتبط بـ                                     | الخطيئة               |
| -- | ------------------- | -------------------- | ------------------- | -- | -------------------------- | -------------------------------------------- | --------------------- |
| 1  | "الذي يمشي بعيداً"   | هليوبوليس            | الكذب               | 22 | "الهادم"                   | سخا                                          | تجاوز الحدود          |
| 2  | "المعتنق للنار"     | خرعحا (مصر القديمة؟) | السرقة              | 23 | "المزعج"                   | ويريت                                        | الغضب                 |
| 3  | "المتطفل"           | الأشمونين            | السرقة              | 24 | "الشاب"                    | مقاطعة هليوبوليس                             | عدم الاستماع إلى الحق |
| 4  | "الآكل للظلال"      | "الكهف"              | القتل               | 25 | "المتنبئ"                  | وينيس                                        | إثارة الاضطراب        |
| 5  | "الخطير"            | روستاو (هضبة الجيزة) | سرقة الحبوب         | 26 | "أنت من المذبح"            | "المكان السري"                               | العنف                 |
| 6  | "الأسد المزدوج"     | "السماء"             | إطالة القرابين      | 27 | "الوجه خلفه"               | "كهف الخطأ"                                  | اللواط                |
| 7  | "العيون النارية"    | أوسيم                | سرقة ممتلكات الآلهة | 28 | "القدم السريعة"            | "الغسق"                                      | التجاوز               |
| 8  | "اللهب"             | "خرج للخلف"          | الكذب               | 29 | "أنت من الظلام"            | "الظلام"                                     | التشاجر               |
| 9  | "كاسر العظام"       | إهناسيا              | أخذ الطعام          | 30 | "مقدم قرابينك"             | صا الحجر                                     | النشاط الزائد         |
| 10 | "الأخضر من اللهب"   | منف                  | اللعن               | 31 | "مالك الوجوه"              | نجفت (المقاطعة 13 / 14 من صعيد مصر)          | نفاد الصبر            |
| 11 | "أنت من الكهف"      | "الغرب"              | الزنا               | 32 | "المتهم"                   | وتنيت (في بونت)                              | تدمير صورة الإله      |
| 12 | "الأبيض من الأسنان" | الفيوم               | إحداث الدموع        | 33 | "مالك القرون"              | أسيوط                                        | ثرثرة الكلام          |
| 13 | شسمو                | "المسلخ"             | قتل الثور المقدس    | 34 | نفرتم                      | منف                                          | الفساد                |
| 14 | "آكل الأحشاء"       | "بيت الثلاثين"       | سرقة الأرض          | 35 | تمسب                       | أبو صير بنا                                  | التآمر ضد الملك       |
| 15 | "سيد الحقيقة"       | معاتي                | التنصت              | 36 | "أنت من تصرف بإرادة"       | قاو الكبير                                   | إيقاف تدفق المياه     |
| 16 | "المتجول"           | تل بسطة              | الشكوى              | 37 | "ضارب الماء"               | "الهاوية"                                    | رفع الصوت             |
| 17 | "الشاحب"            | هليوبوليس            | الغضب               | 38 | "قائد البشر"               | "بيتك"                                       | التجديف ضد الإله      |
| 18 | "المزدوج الشر"      | عنچيت                | الزنا               | 39 | نحبكاو                     | مقاطعة الحربة (المقاطعة 7 / 8 من مصر السفلى) | فعل ...؟              |
| 19 | "الثعبان ويممتي"    | "مكان التنفيذ"       | الزنا               | 40 | "مانح القوى"               | "المدينة"                                    | التفرقة لأجل الذات    |
| 20 | "انظر لمن تحضر"     | "بيت مين"            | تلوث الجسد          | 41 | "الثعبان ذو الرأس المرتفع" | "الكهف"                                      | الثروة غير المشروعة   |
| 21 | "فوق القديم"        | إماو                 | الإرهاب             | 42 | "الثعبان الذي يحضر ويعطي"  | "الأرض الصامتة"                              | التجديف               |

يُظهر المشهد من وزن الأرواح من معبد حتحور في دير المدينة جميع القضاة الـ 42 لماعت فوق هذا المشهد. كل واحد منهم لديه على رأسه ريشة النعامة الخاصة بسيدتهم ماعت.

### قائمة المراجع
- بدج، إرنست ألفريد واليس، كتاب الموتى المصري، لندن، نيويورك، كتب بنجوين، 2008، (ردمك 978-0140455502).
- فولكنر، ريموند أو.، تحرير إيفا فون داسو، كتاب الموتى المصري، كتاب الخروج في النهار. العرض الأصيل الأول الكامل لبردية آني، سان فرانسيسكو، كتب كرونيكل، 1994.
- هارت، جورج، قاموس آلهة وإلهات مصر، روتليدج، 1986، (ردمك 0-415-05909-7).
- تايلور، جون هـ. (محرر)، كتاب الموتى المصري القديم: رحلة عبر الآخرة، لندن، مطبعة المتحف البريطاني، 2010، (ردمك 978-0-7141-1993-9).
- ويلكنسون، ريتشارد هـ.، الآلهة والإلهات الكاملة لمصر القديمة، تيمز وهودسون، 2003، (ردمك 0-500-05120-8).